# Olympische Sommerspiele 1920/Teilnehmer (Spanien)
| Gelbes Symbol für Goldmedaillen mit stilisierten Olympischen Ringen | Graues Symbol für Silbermedaillen mit stilisierten Olympischen Ringen | Braundes Symbol für Bronzemedaillen mit stilisierten Olympischen Ringen |
| ------------------------------------------------------------------- | --------------------------------------------------------------------- | ----------------------------------------------------------------------- |
| —                                                                   | 2                                                                     | —                                                                       |

Spanien nahmen an den Olympischen Sommerspielen 1920 in Antwerpen mit einer Delegation von 58 männlichen Athleten an 29 Wettkämpfen in 7 Sportarten teil.
Die spanischen Sportler gewannen zwei Silbermedaillen: sowohl die Fußballmannschaft als auch die Polomannschaft belegte jeweils den zweiten Platz. Fahnenträger bei der Eröffnungsfeier war der Leichtathlet José García Lorenzana.

## Teilnehmer nach Sportarten

### Fußball
- Silber 
Domingo Acedo
Patricio Arabolaza
Mariano Arrate
Juan Artola
José Belausteguigoitia
Sabino Bilbao
Ramón Eguiazábal
Ramón Gil
Silverio Izaguirre
Luis Otero
Francisco Pagazaurtundúa
Pichichi
Josep Samitier
Agustín Sancho
Félix Sesúmaga
Pedro Vallana
Joaquín Vázquez
Ricardo Zamora

### Leichtathletik
- Carlos Botín
- Jaime Camps
- Julio Domínguez
- José García Lorenzana
- Miguel García Onsalo
- José Grasset
- Ignacio Izaguirre
- Luis Meléndez
- Félix Mendizábal
- Juan Muguerza
- Diego Ordóñez
- Carlos Pajarón
- Teodoro Pons
- Federico Reparez

### Polo
- Silber 
Leopoldo Saínz de la Maza
Álvaro de Figueroa
José de Figueroa
Hernando Fitz-James Stuart y Falcó
Jacobo Fitz-James Stuart y Falcó

### Schießen
- José Bento López
- Antonio Bonilla
- Luis Calvet
- Antonio Moreira
- Domingo Rodríguez
- José María Miró
- Antonio Vázquez de Aldana

### Schwimmen
- Luis Balcells
- Joaquín Cuadrada

### Tennis
- José María Alonso
- Manuel Alonso
- Enrique de Satrústegui
- José Miguel Fernández de Liencres

### Wasserball
- Antonio Vila-Coro
- Alfonso Tusell
- Enrique Granados
- Luis Gibert
- Francisco Gibert
- José Fontanet
- Ramón Berdomás
- Manuel Armangué